# Arduino da Baiso
Arduino da Baiso, oppure Baisio o Abaisi (Modena, circa 1385 – Modena, 1454), è stato un intagliatore, scultore e intarsiatore italiano.

## Biografia
Arduino da Baiso era il figlio di Tommasino da Baiso, nacque a Modena intorno al 1385, ed è considerato il più importante esponente della famiglia di intagliatori, scultori, intarsiatori in legno, originari di Baiso, in provincia di Reggio nell'Emilia, apprezzati nell'Italia settentrionale e centrale per oltre un secolo.
Gran parte delle opere di Arduino, quasi tutte irrintracciabili, furono realizzate assieme con il padre e con il fratello Alberto.
Nel 1406 ultimò il leggìo per la Cattedrale di San Giorgio a Ferrara; nel 1413-1414 costruì un pregevole armadio intagliato e intarsiato per Paolo Guinigi signore di Lucca; dal 1415 al 1417 aiutò il padre nella realizzazione della Croce per il pulpito della cattedrale di San Pietro a Bologna; nel 1420 si attivò per undici stalli di noce intagliati e intarsiati per la sacrestia della basilica di Santa Trinita a Firenze; era un artista talmente prestigioso che nel 1425 venne convocato a Bologna per verificare i lavori di Jacopo della Quercia nella basilica di San Petronio.
Negli anni dal 1428 al 1431 collaborò con il fratello Alberto, per gli stalli del coro per la chiesa di San Francesco a Ferrara, iniziati dal padre.
Dopo una breve parentesi a Mantova, nel 1440 ritornò a Ferrara, dove ultimò l'anno seguente gli armadi intagliati e traforati, un leggìo e soprattutto un desco per la chiesa di Belfiore, desco che ricevette molti elogi durante la visita di Pio II a Ferrara nel 1459.
Tra il 1442 e il 1445 realizzò gli armadi della sagrestia del vescovado di Ferrara, nel 1447 l'arredamento dello Studiolo di Belfiore di Leonello d'Este e nel 1450 concluse due opere in legno raffiguranti San Pietro e San Paolo, per il frontone della porta della sacrestia del vescovado a Ferrara.
Nel 1451 Arduino da Baiso ebbe contatti con Piero il Gottoso, per un lavoro da effettuare a Firenze nella sacrestia della basilica di San Lorenzo.
Arduino da Baiso ebbe quattro figli: Giovanni, Cesare, Costanza e Alberto.
Arduino da Baiso morì nel 1454 a Modena.

## Opere
- Leggìo per la cattedrale di San Giorgio a Ferrara, 1406;
- Armadio intagliato e intarsiato per Paolo Guinigi signore di Lucca, 1413-1414;
- Croce per il pulpito della cattedrale di San Pietro a Bologna, 1415-1417;
- Undici stalli di noce intagliati e intarsiati per la sacrestia della basilica di Santa Trinita a Firenze, 1420;
- Stalli del coro per la chiesa di San Francesco a Ferrara, 1428-1431;
- Armadi intagliati e traforati, un leggìo, un desco per la chiesa di Belfiore a Ferrara, 1441;
- Armadi della sagrestia del vescovado di Ferrara, 1442-1445;
- Arredamento dello Studiolo di Belfiore di Leonello d'Este, 1447;
- Due figure in legno rappresentanti San Pietro e San Paolo, per il frontone della porta della sacrestia del vescovado a Ferrara, 1450.